# Red Star Auto Manufacturing Company
Die Red Star Auto Manufacturing Company (auch Hongxing; chinesisch: 红星汽车制造公司) ist ein Automobilhersteller aus der Volksrepublik China mit Firmensitz in Shijiazhuang, Hebei.
Neben der Automobilproduktion unterhält die Firma ein Händler- und Werkstättennetzwerk namens Red Star (红星), welches sich über die ganze Provinz Hebei erstreckt. Offiziell wurde das Unternehmen 2002 mit dem Kauf durch die Shijiazhuang Shuanghuan Automobile Co., Ltd. gegründet und ist der direkte Nachfolger der 1912 als Staatsunternehmen gegründeten Red Star Automobile Works. Mit dem neu erworbenen Unternehmen führt Shuanghuan die alte Automobilmarke Red Star fort. Red Star nutzt die Fahrzeug-Identifikationsnummer LHA.
Das Unternehmen stellt seit 2002 den Shuanghuan SCEO und die als smart-Kopie geltenden Modelle Shuanghuan Noble und Red Star Noble her, welche sich lediglich durch ihr Markenlogo unterscheiden.